# Partit de Centre (Islàndia)
El Partit de Centre (en islandès: Miðflokkurinn) és un partit agrari, populista i conservador d'Islàndia fundat al 2017. Es va separar del Partit Progressista a causa de disputes de lideratge, quan dues faccions van decidir unir-se com a nou partit abans de les eleccions parlamentàries de 2017.
En la primera enquesta que va mesurar el suport electoral del partit va aconseguir al voltant del 7%. Finalment, a les eleccions van rebre prop de l'11% i set escons al Parlament. La seva representació augmentaria un any més tard a nou escons quan els diputats Karl Gauti Hjaltason i Ólafur Ísleifsson, del Partit del Poble, van ser expulsats fruit de l'anomenat Afer Klaustur o Gravacions de Klaustur, un escandol polític desencadenat per les gravacions d'àudio d'un grup de parlamentaris realitzades sense el seu coneixement al bar Klaustur de Reykjavík a finals de novembre de 2018. En aquestes, membres del partit i dos diputats del PP feien comentaris masclistes i discutien el nomenament d'un ambaixador com a favor polític. Així, un cop van ser expulsats entrarien en el grup parlamentari del Partit de Centre, esdevenint el principal partit d'oposició.
A les següents eleccions de 2021 el partit baixaria el suport a la meitat, amb només el 5.45% i tres diputats, un dels quals, Birgir Þórarinsson, abandonaria el partit per passar-se al Partit de la Independència només dues setmanes més tard.
Més recentment, a les eleccions generals de 2024 el partit obtindria el seu millor resultat històric amb el 12% i vuit escons, mantint-se però a l'oposició.

## Resultats electorals
| Any  | Líder                  | Vots   | %     | Escons | +/– | Pos. | Govern   |
| ---- | ---------------------- | ------ | ----- | ------ | --- | ---- | -------- |
| 2017 | Sigmundur Gunnlaugsson | 21,335 | 10.87 | 7 / 63 | Nou | = 5è | Oposició |
| 2021 | Sigmundur Gunnlaugsson | 10,879 | 5.45  | 3 / 63 | 4   | 8è   | Oposició |
| 2024 | Sigmundur Gunnlaugsson | 25,700 | 12.10 | 8 / 63 | 5   | 5è   | Oposició |

## Líders
| President | President                           | Inici | Final        |
| --------- | ----------------------------------- | ----- | ------------ |
|           | Sigmundur Davíð Gunnlaugsson (1975) | 2017  | En el càrrec |